# Teologia della Croce
La teologia della Croce (in latino: Theologia Crucis) è un termine coniato dal teologo tedesco Martin Lutero per riferirsi ad una teologia che indica l'incarnazione e la crocifissione come unica sorgente di conoscenza di Dio e di come Dio porti la salvezza all'umanità. Si mette in contrasto con la teologia della gloria (theologia gloriae), che pone una maggiore enfasi sulla ragione umana e sulle abilità umane. Questa è criticata per aver speculato lontano dall'esistenza di Dio  e per aver concesso alla Chiesa un possesso sacramentale di salvezza, mentre la Theologia crucis guida i singoli sul sentiero della conoscenza dei peccati per accettare la grazia della redenzione  (dottrina della giustificazione) e la Chiesa solo come creatura per comprendere gli strumenti del messaggio della croce.

## LaTheologia Cruciscome definita da Lutero
Il termine theologia crucis venne usato molto raramente da Lutero. Per la prima volta utilizza il termine nella Disputa tenuta a Heidelberg nell'aprile 1518 ed esplicitamente lo definisce in contrasto con la teologia della gloria (v. Filosofia scolastica). Durante questo dibattito, ove rappresentava gli Agostiniani,  presentava le sue teorie che in seguito avrebbero dato il via al movimento della riforma luterana.

### Tesi di Martin Lutero
Le tesi teologiche pertinenti del dibattito sono:
1. La legge di Dio, che è la dottrina di vita più salutare, non può far progredire l'uomo nella sua via verso la giustizia, ma piuttosto lo confonde e gliela occulta.
2. Molto meno possono le opere umane portare verso la giustizia, dal momento che queste vengono fatte e rifatte con l'aiuto dei precetti naturali.
3. Anche se le opere dell'uomo sempre appaiono attraenti e buone, ma nonostante tutto saranno verosimilmente peccati mortali.
4. Anche se le opere di Dio sempre sembrano poco attraenti e spesso malvagie, sono comunque meriti eterni.
5. Le opere umane non sono peccati mortali (parliamo di opere che sono apparentemente buone),
6. Le opere di Dio (parliamo di quelle che lui esegue servendosi dell'uomo) non sono allora meriti, anche se fossero prive di peccato.
7. Le opere dei giusti sarebbero peccati mortali se non fossero temute come peccati mortali dagli stessi giusti che non fossero timorati di Dio.
8. Per questo le opere dell'uomo sono molto più spesso peccati mortali quando sono eseguite senza timore e in una inadulterata, maligna auto-rassicurazione.
9. Il dire che le opere senza Cristo sono morte, ma non sono peccati mortali, sembra costituire una pericolosa resa del timore di Dio.
10. Infatti, è molto difficile vedere come un'opera possa essere morta e allo stesso tempo non sia un peccato deleterio e mortale.
11. L'arroganza non può essere evitata oppure la vera speranza non può essere presente a meno che si tema un giudizio di condanna per ogni opera fatta.
12. Al cospetto di Dio i peccati sono davvero veniali quando gli uomini temono che siano mortali.
13. Dopo la caduta, il libero arbitrio, esiste soltanto di nome, e così a lungo come esegue quello che è capace di fare, commette un peccato mortale.
14. Il libero arbitrio, dopo la caduta, ha il potere di fare il bene soltanto come capacità passiva, ma può esercitare il male in capacità maligna.
15. E neanche il libero potrebbe perdurare in uno stato di innocenza, e molto meno fare il bene, come una capacità attiva, ma soltanto come capacità passiva.
16. La persona che crede che può ottenere la grazia facendo quello che è in Lui aggiunge peccato a peccato e in questo modo diventa doppiamente colpevole.
17. E neanche il parlare in questa maniera gli dà ragione per disperarsi, ma per far emergere il desiderio di auto-umiliarsi per ottenere la grazia di Cristo.
18. Ed è sicuro che l'uomo deve cadere nel profondo della disperazione per le sue proprie inabilità prima di essere preparato a ricevere la grazia di Cristo.
19. Non merita essere chiamato teologo quella persona che medita sulle cose invisibili di Dio anche se queste fossero chiaramente percepibili in quegli eventi che in effetti sono accaduti.
20. Nonostante tutto merita di essere definito teologo colui che comprende le cose visibili e manifeste di Dio viste attraverso la sofferenza e la croce.
21. Il teologo della gloria chiama il male buono e buono il male. Un teologo della croce chiama le cose come veramente sono.
22. Quella saggezza che vede le cose invisibili di Dio nelle opere percepite dall'uomo è completamente gonfiata, accecata e indurita.
23. La legge porta l'ira di Dio, uccide, insulta, accusa, giudica e condanna tutto ciò che non è in Cristo.
24. Tuttavia quella saggezza non è di per sé cattiva, né la legge deve essere elusa; ma senza la teologia della croce l'uomo abusa del meglio nel peggiore dei modi.
25. Non è il giusto che fa molto, ma colui che, senza lavoro, crede molto in Cristo.
26. La legge dice "Fallo" e non è mai stata fatta. La Grazia dice "credi in questo" e tutto è già fatto.
27. Si dovrebbe chiamare l'opera di Cristo un'opera recitante e la nostra opera un'opera compiuta, e quindi un'opera compiuta che piace a Dio per la grazia dell'opera recitazione.
28. L'amore di Dio non trova, ma crea, ciò che gli piace. L'amore dell'uomo nasce attraverso ciò che gli piace.

Dottrina
Leggendo le tesi, si può vedere che Lutero insiste sulla totale incapacità dell'umanità di rispettare la legge di Dio. Come uno troverebbe coerente con la sua svolta evangelica, sottolinea la grazia di Dio nel ruolo di salvezza. Le opere di legge non possono migliorare la propria posizione.
Secondo Lutero, il teologo della croce predica ciò che sembra sciocco al mondo (1 Cor. 1:18). In particolare, il teologo della croce predica che (1) gli umani non possono in alcun modo guadagnare la giustizia, (2) gli umani non possono aggiungere o aumentare la giustizia della croce e (3) qualsiasi giustizia data all'umanità viene da fuori di noi (extra nos).
Al contrario, secondo Lutero, il teologo della gloria predica che (1) gli umani hanno la capacità di fare il bene che si trova al loro interno (quod in se est), (2) rimane, dopo la caduta, qualche capacità di scegliere il buono, e (3) gli umani non possono essere salvati senza partecipare o cooperare con la giustizia data da Dio.
Come ha capito Lutero, queste due teologie avevano due punti di partenza radicalmente diversi: avevano epistemologie diverse o modi di capire come le persone conoscono Dio e il mondo. Per il teologo della gloria, la ragione e le percezioni personali dovrebbero essere impiegate per aumentare la conoscenza di Dio e del mondo. Pertanto, poiché un'azione sembra essere buona, deve essere buona. Per il teologo della croce, è solo dall'auto-rivelazione di Dio che le persone possono conoscere Dio e la loro relazione con Dio - e la più perfetta auto-rivelazione di Dio è che la Parola di Dio diventa carne, Gesù Cristo. Pertanto, anche se un'azione appare buona, Cristo è morto sulla croce per i peccati e per i peccati umani, quindi l'azione non è buona come sembra.
Nel sermone di Martin Lutero sui Due tipi di giustizia, egli fa riferimento alla teologia della croce come "giustizia aliena" e la teologia della gloria come "giusta giustizia", a causa della sua origine nella persona che presume di giustificare se stesso con le opere.
Comprensione cattolica
Il paragrafo 2015 del Catechismo della Chiesa Cattolica descrive la via della perfezione come passaggio attraverso la croce. Non c'è santità senza rinuncia e battaglia spirituale. Il progresso spirituale implica l'ascesi e la mortificazione che portano gradualmente a vivere nella pace e nella gioia delle beatitudini.
Nel dialogo ecumenico oggi vi è un ampio consenso sul fatto che la croce e la gloria siano indissolubilmente legate all'esecuzione della fede cristiana.
Tuttavia, Lutero contrappone fede e ragione, teologia e filosofia, grazia e libertà/opere. Secondo il Magistero della Chiesa cattolica, la ragione può provare l'esistenza di Dio, che la legge morale naturale è stata inscritta da Dio nel cuore degli uomini e l'origine divina della religione cristiana (Humani generis). La grazia divina coopera con la volontà umana di aderire al bene (De gratia et libero arbitrio), non è un dono unilaterale che non necessita della collaborazione umana. La salvezza si raggiunge tramite la fede e le opere, congiuntamente.